# Шербиновка
Шерби́новка (каз. Шербинов) — село у складі району Беїмбета Майліна Костанайської області Казахстану. Входить до складу Айєтського сільського округу.
Населення — 107 осіб (2021; 166 у 2009, 220 у 1999, 333 у 1989).
У радянські часи село називалось Щербиновка.